# Christian de Chergé
Christian de Chergé (Colmar, 1937-Argelia, 1996) fue un religioso francés cisterciense (Orden Cisterciense de la Estrecha Observancia) que formó parte de los monjes de Tibhirine que fueron secuestrados y asesinados en 1996.

## Biografía
Christian de Chergé fue uno de los siete monjes cistercienses del monasterio de Nuestra Señora del Atlas secuestrados y posteriormente asesinados en 1996. Era el prior de la comunidad de 59 años, monje desde 1969 y en Argelia desde 1971. Se caracterizó por una fuerte personalidad humana y espiritual. Nació el 18 de enero de 1937 en Colmar (Alto Rin), en una familia de militares, conoció Argelia primeramente durante su infancia y durante 27 meses de servicio militar en plena Guerra de la Independencia, en la que un amigo musulmán le salva la vida. Este hecho tendrá una gran influencia en su vida posterior. Después de sus estudios en el seminario “des Carmes” de París, fue capellán  del Sacré-Cœur en Montmartre. Se incorporó a la vida monástica en el monasterio de Aiguebelle y posteriormente a Tibhirine en 1971. Estudió en Roma de 1972 a 1974, estando muy implicado en el diálogo interreligioso. Más tarde será el alma del grupo islámico-cristiano "Ribât es-Salâm" (lugar de paz). Fue elegido prior titular en 1984. Tras una primera visita de un grupo armado al monasterio, escribe su “testamento espiritual”.

## Navidad de 1993
En 1993, el día de Navidad un grupo armado hizo la entrada en el monasterio algunos días después del asesinato de doce croatas a tres kilómetros de allí. Esa noche los monjes no fueron asesinados, pero Christian de Chergé tiene un presentimiento y escribe su célebre "testamento".
En la noche del 26 al 27 de marzo de 1996 un grupo de una veintena de hombres armados llega al monasterio a la 1:45. Se llevaron a 7 monjes del monasterio quienes serán asesinados unos meses después.
Se encuentra abierto su proceso de beatificación, junto con los demás monjes de Tibhirine y otros doce asesinados en Argelia durante los años de revuelta islámica.

## Extractos del Testamento
Cuando un A-Dios se vislumbra...

Si me sucediera un día -- y ese día podría ser hoy -- ser víctima del terrorismo que parece querer abarcar en este momento a todos los extranjeros que viven en Argelia, yo quisiera que mi comunidad, mi Iglesia, mi familia recuerden que mi vida estaba ENTREGADA a Dios y a este país...

Mi vida no tiene más valor que otra vida.Tampoco tiene menos. En todo caso, no tiene la inocencia de la infancia. He vivido bastante como para saberme cómplice del mal que parece, desgraciadamente, prevalecer en el mundo, inclusive del que podría golpearme ciegamente...

Desearía, llegado el momento, tener ese instante de lucidez que me permita pedir el perdón de Dios y el de mis hermanos los hombres, y perdonar, al mismo tiempo, de todo corazón, a quien me hubiera herido...

## Filmografía
- "Le Testament de Tibhirine", documental de Emmanuel Audrain, abril de 2006, producido por Gilles Padovani, Mille y Une Films. página en internet
- De dioses y hombres, de Xavier Beauvois, 2010, con Lambert Wilson, Michael Lonsdale

## Libros
- Marie-Christine Ray, Christian de Chergé - Prieur de Tibhirine, éd. Bayard Centurion  et Christian de Chergé: une biographie spirituelle du prieur de Tibhirine  (poche). 2010
- Christian Salenson, Christian de Chergé - Une théologie de l'espérance, éd. Bayard, 253 p.
- Christian Salenson, Prier 15 jours avec Christian de Chergé, prieur des moines de Tibhirine
- Christian de Chergé (Auteur), Bruno Chenu (Sous la direction de), L'Invincible Espérance, Bayard Éditions, 23 mai 1997
- Dieu pour tout jour: Chapitres du Père Christian de Chergé à la communauté de Tibhirine (1986 -1996), Librairie de l'Abbaye Notre-Dame d'Aiguebelle, collection Les Cahiers de Tibhirine.
- L'autre que nous attendons: Homélies de Père Christian de Chergé (1970-1996), Librairie de l'Abbaye Notre-Dame d'Aiguebelle, collection Les Cahiers de Tibhirine, Édition De Bellefontaine, 583 pages.